# 五甲基锑
五甲基锑是一种有机锑化合物，由五个甲基和一个锑原子组成，化学式 Sb(CH3)5。它是一种超价分子，分子构型为三角双锥。其它有机锑(V)化合物包括五丙炔基锑 (Sb(CCCH3)5) 和五苯基锑 (Sb(C6H5)5)。其它已知的五甲基氮族元素包括五甲基铋和五甲基砷。

## 制备
五甲基锑可以由 Sb(CH3)3Br2 和甲基锂反应而成。它也可以由三甲基锑被氯化成二氯三甲基锑，然后用甲基锂取代氯原子而成：
Sb(CH3)3 + Cl2 → Sb(CH3)3Cl2
Sb(CH3)3Cl2 + 2LiCH3 → Sb(CH3)5 + 2LiCl

## 性质
五甲基锑是无色的。在 -143°C下，它是正交晶系，空间群 Ccmm，晶格参数 a=6.630 Å、b=11.004 Å和c=11.090 Å。在三角双锥中，有三个碳原子是在水平方向的，而剩下的两个在垂直方向。水平方向的Bi-C 键为 214 pm ，而垂直方向的Bi-C键则为 222 pm。水平方向的 ∠C-Sb-C键角为 120°，而垂直方向的 ∠C-Sb-C 则为90°。这个分子的碳原子迅速移动，即使在 −100°C的NMR中，仍只能看到一种氢原子方向。
五甲基锑比五甲基铋更稳定，因为能量低的三甲基铋的孤对电子受到镧系收缩的影响，被 f电子屏蔽了。三甲基锑的能量较高，在五甲基锑分解成三甲基锑的能量释放较少。 五甲基锑可以在室温下以液体形式储存在干净玻璃中。
五甲基锑的熔点为 -19°C。虽然它在沸腾时会分解并可能爆炸，但它在 25°C 时具有 8 mmHg 的高蒸气压。
在 2380 和 2500 Å的紫外线中，有五甲基锑的两条吸收带。

## 反应
在四氢呋喃中，五甲基锑可以继续和甲基锂反应，形成六甲基合锑(V)酸锂。
Sb(CH3)5 + LiCH3 → Li(thf)Sb(CH3)6
亚磷酸和次磷酸会和五甲基锑反应，生成像是 (CH3)4SbOP(O)Ph2、(CH3)4SbOP(O)(OH)Ph 和(CH3)4SbOP(O)(OH)3的化合物，并放出甲烷。
二茂锡 Sn(C5H5)2和五甲基锑反应，形成四茂锡(II)酸四甲基锑 ([(CH3)4Sb]2Sn(C5H5)4)。
五甲基锑能和非常弱的酸反应，形成四甲基锑阳离子。这些酸包括水 (H2O)、醇、硫醇、苯酚、羧酸、氢氟酸、硫氰酸、叠氮酸、二氟磷酸、硫代次磷酸和烷基硅醇。
它和卤素反应，其中一到两个甲基都会被替换成卤素原子。 路易斯酸也能和其反应，形成四甲基锑盐，包括 [(CH3)4Sb]TlBr4, [(CH3)4Sb][CH3SbCl5], 
五甲基锑和二氧化硅表层反应，形成 Si-O-Sb(CH3)4基团。超过 250°C 时，这个基团分解出 Sb(CH3) 并留下甲基和二氧化硅连接。